# Partido Socialdemócrata de Kirguistán
El Partido Socialdemócrata de Kirguistán o SDPK (en ruso, Социал-демократическая партия Кыргызстана, Sotsial-demokraticheskaya partiya Kyrgyzstana; en kirguís, Кыргызстан социал-дemoкратиялык пaртиясы, Kyrgyzstan sotsial-demokratiyalyk partiyasy) es un partido político de Kirguistán. Los miembros formaron el partido el 1 de octubre de 1993, pero no se registraron en el Ministerio de Justicia hasta el 16 de diciembre de 1994. Abdygany Erkebaev sirvió como primer presidente del partido. Almazbek Atambayev lo reemplazó el 30 de julio de 1999. La mayoría de los miembros del partido proviene de los empresarios del país.
El 20 de mayo de 2004, el Partido Socialdemócrata de Kirguizistán (SDPK) acordaron unirse a la alianza electoral Por Elecciones Justas. En octubre de 2004, el mayor partido liderado por Melis Eshimkanov se fusionó con la SDPK, en la preparación de febrero para las elecciones parlamentarias de 2005.
El partido tuvo un papel visible en la Revolución de los Tulipanes y en manifestaciones a gran escala en Biskek en abril y noviembre de 2006. Uno de los principales diputados, Temir Sariev, que se había unido al SDPK en 2006, abandonó el partido debido a su desacuerdo con Almazbek Atambayev por convertirse en primer ministro en marzo de 2007.
El SDPK recibió los votos de un 8% de los votantes elegibles en las elecciones parlamentarias de 2010, dándole 26 de los 120 escaños en el parlamento. Este resultado hizo al partido de la segunda de las cinco partes que superaron el umbral de apoyo del 5% de los votantes necesarios para entrar en el Parlamento.

## Resultados electorales

### Presidenciales
|  | 6.00 % |

|  | 8.41 % |

|  | 63.52 % |

|  | 54.22 % |

### Legislativos
| Año  | # de votos  | % de votos  | # de escaños obtenidos | +/– | Posición       |
| ---- | ----------- | ----------- | ---------------------- | --- | -------------- |
| 1995 | Desconocido | Desconocido | 14/105                 |     | Oposición      |
| 2000 | 646.539     | 40.6        | 12/105                 | 2   | Oposición      |
| 2007 | 55.651      | 5.05        | 11/90                  | 1   | Oposición      |
| 2010 | 237.634     | 14.15       | 26/120                 | 15  | En el gobierno |
| 2015 | 432.804     | 27.56       | 38/120                 | 12  | En el gobierno |

## Líderes del partido
| Líder              | Imagen | Inicio                   | Final                    |
| ------------------ | ------ | ------------------------ | ------------------------ |
| Abdygany Erkebaev  |        | 1 de octubre de 1993     | 30 de julio de 1999      |
| Almazbek Atambáyev |        | 30 de julio de 1999      | 23 de septiembre de 2011 |
| Bakyt Beshimov     |        | 23 de septiembre de 2011 | En el cargo              |

## Miembros notables del SDPK
- Roza Otunbayeva (hasta 2009[1])
- Almazbek Atambayev
- Bakyt Beshimov
- Isa Omurkulov